# Hamartin
Hamartin (TSC1) ist ein Protein in Wirbeltieren, das als Tumorsuppressor wirkt. Für diese Funktion ist die Bildung des Hamartin-Tuberin-Komplexes notwendig, die durch verschiedene Defekte gestört werden kann, im Mensch beispielsweise durch Mutation des TSC1-Gens. Unfähigkeit zur Bildung des Komplexes ist die Ursache für Tuberöse Sklerose, eine Erbkrankheit.
Der TSC1-TSC2-Komplex hemmt die Phosphorylierung der S6-Kinase durch Bindung an mTOR und hemmt so den mTOR-Signalweg. TSC1-TSC2-Verlust führt zur Resistenz gegenüber Aminosäureaushungerung, das heißt, ist TSC1-TSC2 defekt, wird selbst bei Aminosäuremangel die Proteinsynthese weiterbetrieben. Die durch TSC1-TSC2-Mangel hervorgerufenen Nierenzysten werden allerdings nicht über den mTOR-Weg gebildet.